# Parevia guianensis
Parevia guianensis là một loài bướm đêm thuộc phân họ Arctiinae, họ Erebidae.